# Adamowo-Osiedle
Adamowo-Osiedle – wieś w Polsce, w województwie warmińsko-mazurskim, w powiecie elbląskim, w gminie Elbląg. Leży na obszarze Żuław Elbląskich.
Do 2023 miejscowość była częścią wsi Władysławowo.
W latach 1975–1998 miejscowość należała administracyjnie do województwa elbląskiego.